# Psychic 5
Psychic 5 (サイキツク ファイブ?, Saikitsuku Faibu) è un videogioco arcade a piattaforme pubblicato dalla Jaleco nel 1987 e sviluppato dalla NMK. Viene definito un "gioco di culto" per la sua scarsa diffusione e la sua elevata difficoltà.

## Modalità di gioco
In Psychic 5 il giocatore controlla uno dei cinque personaggi disponibili, dotati di differenti abilità, attraverso otto labirinti disseminati di nemici e trappole. Alla fine di ogni livello sarà necessario sconfiggere un boss (che è sempre uguale, cambiando solo il grado di difficoltà) per poter proseguire nel gioco.
All'inizio del gioco la scelta è tra due dei cinque esper: il ragazzino Naoki e la piccola Akiko. Nel corso del primo livello sarà possibile sbloccare il terzo eroe, Bunta, un adolescente corpulento. Gli altri due protagonisti, Makoto, un individuo magrissimo, e Genzoh, un vecchietto, sono disponibili rispettivamente a partire dal terzo e dal quarto livello. Le cabine telefoniche presenti nei livelli permettono appunto di cambiare personaggio: finché il giocatore vi rimane dentro, egli sarà anche immune dagli attacchi di alcuni nemici. I protagonisti sono tutti armati di martello tranne l'anziano, che attacca con un bastone da passeggio.
I nemici comuni sono oggetti casalinghi antropomorfi; fa eccezione Zara, una vecchia strega che svolazza con la sua scopa, presente in tutti i livelli.
Si usano il joystick e due tasti, A per colpire i nemici, B per saltare.
Ogni contatto con un nemico è letale: il giocatore ha tre vite, senza punti ferita, ma può aumentarle raggiungendo determinati punteggi. È possibile ottenere ulteriori vite raccogliendo le cinque lettere che compongono la parola " Extra ".
Se si riesce a colpire Zara (impresa non facile, dal momento che la strega si sposta sempre molto rapidamente) sarà possibile cavalcare per alcuni secondi la sua scopa, superando pertanto agilmente un tratto non indifferente del percorso e godendo anche di un'invincibilità temporanea. Zara può apparire anche durante la lotta col boss: va da sé che impadronirsi della scopa in tal frangente metterà il giocatore in condizione di completare in modo più agevole il livello.
Se si esaurisce il tempo a disposizione per il completamento del livello, un piede gigantesco schiaccerà il personaggio selezionato dal giocatore: non è possibile evitarlo in alcun modo e dunque una vita andrà perduta.
Nella versione occidentale del gioco l'onomastica degli eroi risulta modificata: i due più piccoli si chiamano Tommy e Linda, il nome del grassone è Poward, quello del vegliardo è Richard, mentre l'originario Makoto viene sostituito con Steve.